# NGC 7820
NGC 7820 ist eine Galaxie vom Hubble-Typ S0/a im Sternbild Fische auf der Ekliptik. Sie ist schätzungsweise 142 Millionen Lichtjahre von der Milchstraße entfernt und hat einen Durchmesser von etwa 55.000 Lichtjahren. 

Im gleichen Himmelsareal befinden sich u. a. die Galaxien NGC 7825 und NGC 7827.
Das Objekt wurde am 24. September 1830 von John Herschel entdeckt.